# JEWELS 6th RING
JEWELS 6th RING（ジュエルス・シックスス・リング）は、日本の女子総合格闘技団体「JEWELS」の大会の一つ。2009年12月11日、東京都新宿区歌舞伎町の新宿FACEで開催された。

## 大会概要
「ROUGH STONE GP 2009」の3階級で決勝が行われた。-60kg級はアレクサンドラ・サンチェス、-54kg級は長野美香、-48kg級は小寺麻美がそれぞれ優勝を果たした。
金子真理が2005年7月8日のしなしさとこ戦以来4年5か月ぶりにプロ復帰戦を行い、富田里奈に判定勝ちを収めた。
ハッスルで活躍していたKGこと朱里が初参戦し、シュートボクシングルールでASAKOと対戦。フロントチョークで2度のキャッチポイントを奪うなどして判定勝ちを収めた。大会開催直前の12月8日にSMASH旗揚げが発表され、SMASH所属としての参戦となった。
メインイベントでは、石岡沙織がサリー・クラムディアックを腕ひしぎ十字固めによる見込み一本勝ちを収めた。ギブアップの意思表示ではないとして、サリーとセコンドが抗議するも結果は覆らなかった。また、前日計量でサリーが400gオーバーし、イエローカードが提示された上で試合が開始された。
北村ヒロコ vs. 浜崎朱加の試合は浜崎の怪我により中止となった。

## 試合結果
第1試合 JEWELS公式ルール -48kg契約 5分2R
○  山田よう子 vs.  MIYOKO ×
2R終了 判定3-0
第2試合 JEWELS公式ルール -48kg契約 5分2R
○  深岬パトラ vs.  井上由美子 ×
2R終了 判定3-0
第3試合 JEWELS公式ルール -53.5kg契約 5分2R
○  金子真理 vs.  富田里奈 ×
2R終了 判定3-0
第4試合 JEWELS公式ルール -60kg契約 5分2R
○  杉山しずか vs.  尾関煌 ×
2R終了 判定3-0
第5試合 ROUGH STONE GP 2009 -60kg級 決勝 JEWELS公式ルール 5分2R
○  アレクサンドラ・サンチェス vs.  森居知子 ×
1R 3:39 腕ひしぎ十字固め
※サンチェスがROUGH STONE GP 2009 -60kg級 優勝。
第6試合 ROUGH STONE GP 2009 -54kg級 決勝 JEWELS公式ルール 5分2R
○  長野美香 vs.  鹿児島陽子 ×
2R 3:56 腕ひしぎ十字固め
※長野がROUGH STONE GP 2009 -54kg級 優勝。
第7試合 ROUGH STONE GP 2009 -48kg級 決勝 JEWELS公式ルール 5分2R
○  小寺麻美 vs.  石川菊代 ×
2R終了 判定3-0
※小寺がROUGH STONE GP 2009 -48kg級 優勝。
第8試合 シュートボクシングルール -52kg契約 2分3R
○  朱里 vs.  ASAKO ×
3R終了 判定3-0（30-28、30-25、30-28）
第9試合 メインイベント JEWELS公式ルール -52.5kg契約 5分2R
○  石岡沙織 vs.  サリー・クラムディアック ×
1R 2:45 TKO（レフェリーストップ：腕ひしぎ十字固め）
※前日計量400gオーバーでサリーにイエローカード。

## トーナメント表

### ROUGH STONE GP 2009 -60kg級
|  | 1回戦 JEWELS 5th RING      | 1回戦 JEWELS 5th RING |  |                            | 決勝 | 決勝 |
|  |                            |                       |  |                            |      |      |
|  |                            |                       |  |                            |      |      |
|  | 及川千尋                   |                       |  |                            |      |      |
|  | 森居知子                   | 一本                  |  | 森居知子                   |      |      |
|  |                            |                       |  | アレクサンドラ・サンチェス | 一本 |      |
|  | アレクサンドラ・サンチェス | 判定                  |  |                            |      |      |
|  | 杉山しずか                 |                       |  |                            |      |      |

### ROUGH STONE GP 2009 -54kg級
|  | 1回戦 JEWELS 5th RING | 1回戦 JEWELS 5th RING |  |            | 決勝 | 決勝 |
|  |                       |                       |  |            |      |      |
|  |                       |                       |  |            |      |      |
|  | アミバ                |                       |  |            |      |      |
|  | 鹿児島陽子            | 判定                  |  | 鹿児島陽子 |      |      |
|  |                       |                       |  | 長野美香   | 一本 |      |
|  | 長野美香              | 一本                  |  |            |      |      |
|  | 富田里奈              |                       |  |            |      |      |

### ROUGH STONE GP 2009 -48kg級
|  | 1回戦 JEWELS 5th RING | 1回戦 JEWELS 5th RING |  |          | 決勝 | 決勝 |
|  |                       |                       |  |          |      |      |
|  |                       |                       |  |          |      |      |
|  | 小寺麻美              | 一本                  |  |          |      |      |
|  | 深岬パトラ            |                       |  | 小寺麻美 | 判定 |      |
|  |                       |                       |  | 石川菊代 |      |      |
|  | 石川菊代              | シード                |  |          |      |      |
|  | -                     |                       |  |          |      |      |